# Tears of Time
Tears of Time ist ein Lied der Gothic-Metal-Band Crematory, das die Band 1995 veröffentlichte. Es erschien in der Hochphase des Genres und avancierte zu einem Clubhit.

## Hintergrund und Veröffentlichungen
Nachdem die Stücke Shadow of Mine und In My Hands bereits in der Rotation von VIVA und MTV gelangt waren, das Album … Just Dreaming in verschiedenen Lesercharts präsent war und die Band als Vorgruppe für Gruppen wie Tiamat und Atrocity weiter auf sich aufmerksam gemach hatte, sollte das dritte Album eine weitere Steigerung bieten. Das Stück Tears of Time entstand in der Ausarbeitung des Albums Illusions der deutschen Band. Es wurde als Teil des Albums im Juni 1995 im Commusication Studio in Frankenthal unter der produzierenden Begleitung von Gerhard Magin aufgenommen und am 26. September des gleichen Jahr als Teil des Albums veröffentlicht. Zur Aufnahme des Stücks bestand Crematory aus dem Sänger Gerhard „Felix“ Stass, dem Gitarristen Lothar „Lotte“ Först, dem Schlagzeuger Markus Jüllich, der Keyboarderin Katrin Goger, später Kartin Jüllich, und dem Bassisten Harald Heine. Zu Tears of Time entstand ein weiteres häufig gespieltes Musikvideo.
Mit dem Lied gelang der Band der Mitte der 1990er-Jahre der internationale Durchbruch. Es wurde zu der Referenzwerke des Genres, einem Gothic-Metal-Klassiker, einem Clubhit über die 1990er-Jahre hinaus und konstanter Bestandteil des Live-Repertoires der Gruppe. Das Stück erschien auf diversen Kompilationen und wurde von Crematory im Jahr 2022 in einer Variante mit deutschem Text auf dem Album Inglorious Darkness veröffentlicht.

## Musik und Text
Mit Tears of Time spielt Crematory ein zügiges Stück Gothic Metal. Es wurde im 4/4-Takt und im Grundton Gis-Dur bei einem Tempo von 130 BpM geschrieben. Das Stück gilt als emotional, energiegeladen und tanzbar. Der Text handelt von Vergänglichkeit und der Zeit als Illusion. Das zugehörige Musikvideo ergänzt den thematischen Rahmen des Stücks und verdeutlicht die Erinnerung als rückblickende Bezugspunkte eines Individuums.

„The Source of Life evaporates

many Emotions left behind

your Dust blown away by the Wind

many Tears sown in your Dreams

like the Dust in your Hands

Tears of Time - lost in Light

Tears of Time - just an Illusion“